# À
Az à (latin small/capital letter a with grave accent) a magyar nyelvben nem szereplő latin betű, az a tompa ékezettel ellátott „párja”.

## Bevitele a számítógépen

### Billentyűkombinációkkal
| Billentyűzetkiosztás | kisbetű        | nagybetű         |
| -------------------- | -------------- | ---------------- |
| Windows billentyűzet | AltGr+7; A     | AltGr+7; Shift+A |
| Apple billentyűzet   | nem lehetséges | nem lehetséges   |

### Karakterkódolással
| Karakterkészlet | Kisbetű (à) | Nagybetű (À) |
| --------------- | ----------- | ------------ |
| EBCDIC          | 192         | 224          |
| Bináris EBCDIC  | 11000000    | 11100000     |
| Unicode         | U+00E0      | U+00C0       |
| HTML/XML        | &agrave;    | &Agrave;     |

## Kiejtése különböző nyelveken
- aráni, katalán, olasz – [ˈa] (hangsúlyos szótagban, olaszban csak utolsó szótagban található)
- skót gael – [aː]
- francia – [a] (megkülönbözteti a homonim alakokat: a – à, ça – çà, la – là stb.)
- portugál – [a] (az a elöljáró és a nőnemű névelő összevonását jelöli: à escrita = *a a escrita, às outras = *a as outras)
- tiva nyelv taosz nyelvjárásában a másodlagos hangsúlyú középtónusú nyílt „e” hangot jelöli [ˌæ˧]
- vietnámi – az ereszkedő tónusú vagy huyền „a” jele [a˨˩]
- walesi – a helyesírásból adódó hosszú [aː] helyetti rövid ejtést jelzi: pas [pɑːs] – pàs [pas]
- kínai pinjin átírás – az ereszkedő tónusú  „a” jele [a˨˩]

## Jelentései
Az európai nyelvekben általában egy darabra értett tulajdonságot jelöl, pl.: „5 alma à 25 Ft” jelentése: „5 alma darabonként 25 Ft-ért”.
A holland nyelvben ’à’ jelentése: ’-nak, nek’; a dánban az angol ’of’-nak megfelelő jelentése van. Francia jelentése: ’-nál, -nél, -ba, -be, -nak, -nek’.
Angol nevekben valamilyen családhoz tartozást jelöl: Gilbert Abbott à Beckett („a Beckett családhoz tartozó Gilbert Abbott”).

### Angolul
- EBCDIC-kódok
- Kis- és nagybetűs Unicode-kódok
- Olasz kiejtés
- Portugál kiejtés
- Katalán kiejtés
- Aráni kiejtés
- Jelentései